# 52 Dywizjon Artylerii Lekkiej
52 dywizjon artylerii lekkiej (52 dal) – pododdział artylerii lekkiej Wojska Polskiego w II Rzeczypospolitej.
Dywizjon nie występował w pokojowej organizacji wojska. Został sformowany przez 27 pułk artylerii lekkiej z Włodzimierza Wołyńskiego.  

## 52 dal w kampanii wrześniowej

### Mobilizacja
Dywizjon został sformowany zgodnie z planem mobilizacyjnym „W”, w I rzucie mobilizacji powszechnej. Jednostką mobilizującą był 27 pułku artylerii lekkiej stacjonujący we Włodzimierzu Wołyńskim. Organizacja wojenna pododdziału zakładała, że w jego składzie znajdzie się dowództwo, trzy baterie armat i kolumna amunicyjna. Każda z baterii była uzbrojona w cztery 75 mm armaty wz. 1897. Dywizjon miał być jednostką artylerii odwodu Naczelnego Wodza. Pod koniec czerwca 1939 została podjęta decyzja na podstawie planu mobilizacyjnego "W 1" o włączeniu dywizjonu w skład rezerwowego 38 pułku artylerii lekkiej jako I dywizjon pułku. Dywizjon został zmobilizowany w dniach 31 sierpnia – 5 września 1939, we Włodzimierzu Wołyńskim. Mobilizowany dywizjon posiadał braki kadrowe i materiałowe. 4 września dalsze formowanie dywizjonu przeniesiono do pobliskiego Łobaczyna. Tam uzupełniano braki i kończono formowanie. Od 6 września prowadzono szkolenie oraz odbyto ostre strzelanie na poligonie na tzw. "Żydówce". 10 września 52 dal został załadowany do transportu kolejowego.

### Działania bojowe
52 dal wyruszył transportem kolejowym w kierunku Niżankowic do miejsca koncentracji 38 Dywizji Piechoty Rezerwowej. Z uwagi, że nie dotarł tam nie został przemianowany na dywizjon I/38 pal. Poprzez Żydatycze został skierowany do Lwowa. W nocy z 12 na 13 września 1939 roku dyon został wyładowany w Dublanach i stanął na postoju w lesie, w rejonie Instytutu Rolniczego. W tym czasie 38 pal, w składzie 38 DP rez. znajdował się w lasach na wschód od Medyki. 13 września do Lwowa dotarła 1 bateria, a w nocy z 13 na 14 września reszta dywizjonu. Po przybyciu do Lwowa początkowo dywizjon został podzielony na baterie i plutony i wyznaczony do obrony przeciwpancernej w szykach piechoty i jako artyleria bezpośredniego wsparcia. 14 września zajmował stanowiska ogniowe: 1 bateria przy ul. Gródeckiej i Janowskiej, 2 bateria, plutonami przy ul. Zamarstynowskiej i Stryjskiej, 3 bateria obstawiała wyloty dróg w rejonie Podzamcza. Tego dnia baterie dywizjonu ostrzeliwały stwierdzone pojazdy pancerne i samochody w rejonie Sichowa i Wólki Sichowskiej oraz gniazda broni maszynowej w rejonie Kulparkowa. Nocą 13/14 września grupa kanonierów z ochotnikami studentami pod dowództwem 4 oficerów dywizjonu wykonała wypad celem odzyskania z przedpola jaszcza z amunicją i rozpoznania stanowisk nieprzyjaciela. Dowódca 52 dal mjr Sobolewski był dowódcą grupy artylerii odcinka południowego, oprócz 2 i 3 baterii dywizjonu w skład grupy wchodziły też bateria 5/33 pal oraz 2 i 3 baterie OZAL nr 6 (nazywane 2/5 pal i 3/5 pal) jako artyleria przeciwpancerna. 15 września obie baterie ostrzeliwały wykryte cele w postaci niemieckiej piechoty, pojazdy w rejonie Sokolniki, Sichowa i Kleparowa. Straty poniesione 14 i 15 września, to: 13 rannych kanonierów, w tym 4 ciężko i 1 oficer. W dniach 15 i 16 września bateria 2/52 dal ostrzeliwała Zboiska i Hołosko Wielkie i wzgórza 324 i Hołosko Małe, 1/52 dal Kortumową Górę, obsługa lkm 2 baterii zestrzeliła niemiecki samolot obserwacyjny. Straty dywizjonu, to 1 poległy i 5 rannych kanonierów i utracone 3 konie. 52 dal wspierał obronę również na odcinku zachodnim. 
W dniu 16 września dywizjon wspierał ogniem natarcie wojsk Frontu Południowego przebijającego się do Lwowa i kontrataki załogi lwowskiej na niemieckie jednostki oblegające Lwów. Z uwagi na to baterie dywizjonu ostrzeliwały cele na przedpolu odcinka północnego i zachodniego Kortumową Górę, Hołosko Wielkie, Sanatorium oraz wzg. 324, Klasztor w Zboiskach wzg.325. 17 i 18 września baterie dywizjonu ostrzeliwały te same cele otrzymując na to odpowiednie dotacje amunicji. Przy czym 18 września o godz. 13.50 dywizjon ostrzelał lotnisko w Skniłowie, gdzie zaobserwowano 9 bombowych (transportowych?) samolotów niemieckich z tego 2 unieruchomiono. 19 września ponownie ostrzeliwano cele na przedpolu grupy piechoty, pojazdy, w tym pancerne i samoloty na lotnisku w Skniłowie. Baterie 2 i 3 wspierały głównie odcinek południowy 1/52 dal głównie odcinek północny. Od 16 do 22 września 1 bateria armat na odcinku północnym wchodziła w skład kombinowanego dywizjonu artylerii lekkiej kpt. Stefana Płosso wraz z 1 i 2 baterią armat i 2 baterii haubic OZAL nr 6. W obronie Lwowa jednostka walczyła do 22 września 1939 roku, następnie wraz z całym garnizonem lwowskim skapitulował przed Armią Czerwoną.

## Obsada personalna 52 dal
Dowództwo
- dowódca dywizjonu – mjr art. mgr Kazimierz Sobolewski
- adiutant – ppor. rez. Edward Malczewski
- oficer zwiadowczy – ppor. Władysław Filip Łuczyński
- oficer łączności – ppor. rez. Wincenty Marian Chabura
- oficer łącznikowy – ppor. rez. Ewaryst Hołdanowicz
- oficer obserwacyjny – por. rez. Jan Marcjan Wnekowski
- oficer płatnik - ppor. rez. Jan Wiśniewski
- lekarz weterynarii – ppor. rez. lek. wet. Tadeusz Józef Łada-Kłodziński

1 bateria
- dowódca baterii – kpt. rez. art. Edward Jan Nowak
- oficer zwiadowczy – ppor. rez. Piotr Płonek[13]
- oficer ogniowy – ppor. rez. Jan Jaszczęć[13]
- dowódca plutonu - ppor. rez. Ewaryst Hołdanowicz[14]
- dowódca plutonu – ppor. rez. Julian Colonna-Walewski[15]

2 bateria
- dowódca baterii – kpt. Józef Bilewski
- oficer zwiadowczy - ppor. Mieczysław Zawirski[14]
- oficer baterii - ppor. rez. Karol Korba[14]

- szef baterii – plut. Bronisław Mucha

3 bateria
- dowódca 3 baterii – ppor. Woźniak[16], kpt. Wacław Kużas[7][17]
- oficer baterii – por. rez. Tadeusz Skrowaczewski